# Élections générales britanniques de 1841
Les élections générales britanniques de 1841 se sont déroulées du 29 juin au 22 juillet 1841. Ces élections sont remportées par le Parti conservateur.

## Résultats
| Parti | Parti                 | Candidats | Candidats | Candidats | Votes   | Votes | Votes |
| Parti | Parti                 | Présentés | Élus      | +/-       | Nombre  | %     | +/-   |
| ----- | --------------------- | --------- | --------- | --------- | ------- | ----- | ----- |
|       | Parti conservateur    | 498       | 367       | +53       | 306 314 | 50,9  | +2,6  |
|       | Parti whig            | 388       | 271       | -73       | 273 902 | 46,9  | -4,8  |
|       | Abrogation irlandaise | 22        | 20        | +20       | 12 537  | 2,1   | N/A   |
|       | Chartiste             | 8         | 0         | 0         | 692     | 0,1   | N/A   |
| Total | Total                 | 916       | 658       | =         | 593 445 | 100   | =     |